# Fundación Celta de Vigo
La Fundación Celta de Vigo es una organización sin ánimo de lucro dedicada al fomento del deporte, fue creada el 17 de julio de 1996 por el consejo de administración del Real Club Celta de Vigo cuando este era presidido por Horacio Gómez Araújo. Según consta en su web oficial su misión es:
- Gestionar y coordinar la cantera del R. C. Celta de Vigo.
- Desenvolver campus, escuelas y clinics deportivos para jóvenes, principalmente orientados a la práctica del fútbol.
- Investigar y promover los valores del deporte.
- Desenvolver diferentes actividades lúdico-deportivas para la promoción de la práctica del deporte.
- Dar a conocer el patrimonio social y deportivo del Real Club Celta de Vigo a través de visitas al Museo de Arte Deportivo.[3]
- Fomentar la participación ciudadana en actividades de carácter social, mediante la promoción de campañas solidarias.

## Directores
- 2011 - 2013: José María Goicoa.[4]
- 2013 - 2014: Serafín Alonso.
- 2014 - actualidad: Germán Arteta.[5]